# Взвод монстров
«Взвод монстров» (англ. The Monster Squad) — фильм режиссёра Фреда Деккера. Приз МКФ.

## Сюжет
Существует амулет, обладатель которого получает неограниченную власть. Один раз в сто лет силы добра и зла начинают борьбу за этот амулет.
Граф Дракула через временной портал, открытый Ван Хельсингом, попадает из 1887 года в 1987. Очутившись в будущем, он начинает собирать себе армию из чудовищ. К его войску примыкают мумия, чудовище из Чёрной лагуны и оборотень. Монстр Франкенштейна же присоединяется к объединяющимся силам добра, которые возглавляет мальчик Шон, получивший в подарок от мамы книжку с заклинаниями.
Теперь им нужно попасть обратно в прошлое, а для этого заклинание открывающее портал должна прочесть девственница.

## В ролях
- Андре Гоуэр — Шон Креншоу
- Робби Кигер — Патрик Роудс
- Стэн Шоу — детектив Рич Сэйпир
- Дункан Реджер — граф Дракула
- Том Нунен — Франкенштейн
- Джонатан Гриз — Человек-Волк
- Мэри Эллен Трейнор — Эмили Креншоу
- Дэвид Провэл — пилот
- Эрни Лайвли — ночной сторож

## Съёмочная группа
- Режиссёр: Фред Деккер
- Авторы сценария: Фред Деккер, Шейн Блэк
- Продюсеры: Кейт Бариш, Роб Коэн, Питер Хайамс

## Критика
Хотя фильм потерпел финансовую неудачу при первом выпуске, впоследствии он стал культовым. На агрегаторе рецензий Rotten Tomatoes рейтинг одобрения составляет 56 %, а средняя оценка составила 5,7 из 10. Консенсус сайта гласит: «Отряд монстров — это веселое приключение 80-х с немного пугающим поворотом, но подходящее для подростков». Кевин Томас из Los Angeles Times написал, что «это развлечение для ребенка внутри каждого из нас». Винсент Кэнби из The New York Times, напротив, назвал фильм «полнометражным рекламным роликом магазина шуток, в котором продаются не очень хорошие резиновые маски монстров».

## Премии и награды
- 1988 — за этот фильм команда актеров получила награду Young Artist Awards в номинации Outstanding Young Actors/Actresses Ensemble in Television or Motion Picture.
- 1988 — режиссёр фильма получил награду Silver Raven на Брюссельском международным фестивале фильмов фэнтэзи.